# Diplôme d'établissement
Un diplôme d'établissement est en France un diplôme délivré par un établissement d'enseignement sous son sceau propre et non sous celui du ministère de l'Enseignement supérieur. L'État français autorise les établissements d'enseignement publics à délivrer des diplômes d'établissement, tandis que les établissements d'enseignement privés en France doivent pour cela être habilités,,.

## Diplôme d'université
En France, un diplôme d'université, diplôme universitaire (DU)' ou interuniversitaire (DIU) est un diplôme propre à une université française, qui peut être inscrit au répertoire national des certifications professionnelles ,,. Un DU n'est toutefois pas inscrit de droit au RNCP, contrairement à la licence, à la licence professionnelle (dont fait partie le BUT), au master et au doctorat. Les diplômes d'université peuvent avoir des intitulés divers. 
Il n'est pas accrédité par le ministère de l'Enseignement supérieur et ne délivre aucun grade universitaire.

## Diplôme d'ingénieur
Les diplômes d'ingénieur sont des diplômes d'établissement, mais après validation par la commission des titres d'ingénieurs, ils constituent des titres reconnus par l'État.

## Bachelor, Mastère, Master spécialisé,MScetMBA
Les diplômes d'établissement de mastère spécialisé, mastère, master of science, master of business administration et de bachelor ne sont pas reconnus au niveau national. Ils sont, la plupart du temps, délivrés par des établissements d'enseignement supérieur privés.